# Pod šťavicou
Pod šťavicou je chráněný areál v oblasti Cerová vrchovina.
Nachází se v katastrálním území obce Kalinovo v okrese Poltár v Banskobystrickém kraji. Území bylo vyhlášeno v roce 2001 na rozloze 9,7646 ha. Ochranné pásmo nebylo stanoveno.